# (6656) Yokota
(6656) Yokota es un asteroide perteneciente al cinturón de asteroides, región del sistema solar que se encuentra entre las órbitas de Marte y Júpiter.
Fue descubierto el 23 de marzo de 1992 por Kin Endate y Kazuro Watanabe desde el observatorio de Kitami.

## Designación y nombre
Designado provisionalmente como 1992 FF, fue nombrado en honor a Hiroshi Yokota (n. 1927), astrónomo aficionado japonés. Durante casi medio siglo, ha impartido conferencias sobre astronomía y ha guiado a numerosos astrónomos aficionados. Organizó varias reuniones astronómicas nacionales en Yamaguchi y también desempeñó un papel importante en la investigación de un tipo de meteorito previamente desconocido.

## Características orbitales
Yokota está situado a una distancia media del Sol de 3,177 ua, pudiendo alejarse hasta 3,634 ua y acercarse hasta 2,720 ua. Su excentricidad es 0,144 y la inclinación orbital 1,891 grados. Emplea 2068,39 días en completar una órbita alrededor del Sol.
Los próximos acercamientos a la órbita de Júpiter ocurrirán el 28 de diciembre de 2034, el 3 de octubre de 2045 y el 13 de julio de 2056.
Pertenece a la familia de asteroides de (24) Themis.

## Características físicas
La magnitud absoluta de Yokota es 12,60. Tiene 18,655 km de diámetro y su albedo se estima en 0,056.